# Grand Prix automobile du Portugal 1993
GP précédent GP suivant
Le Grand Prix automobile du Portugal 1993 (Grande Prêmio de Portugal), disputé sur l'Autódromo do Estoril situé à Estoril près de Lisbonne au Portugal le 26 septembre 1993, est la treizième édition du Grand Prix, le 546e Grand Prix de Formule 1 couru depuis 1950 et la quatorzième manche du championnat 1993.

## Classement
| Pos. | No | Pilote               | Écurie                  | Tours | Temps/Abandon                      | Grille | Points |
| ---- | -- | -------------------- | ----------------------- | ----- | ---------------------------------- | ------ | ------ |
| 1    | 5  | Michael Schumacher   | Benetton-Ford           | 71    | 1 h 32 min 46 s 309 (199,748 km/h) | 6      | 10     |
| 2    | 2  | Alain Prost          | Williams-Renault        | 71    | + 0 s 982                          | 2      | 6      |
| 3    | 0  | Damon Hill           | Williams-Renault        | 71    | + 8 s 206                          | 1      | 4      |
| 4    | 27 | Jean Alesi           | Ferrari                 | 71    | + 1 min 07 s 605                   | 5      | 3      |
| 5    | 29 | Karl Wendlinger      | Sauber-Ilmor            | 70    | + 1 tour                           | 13     | 2      |
| 6    | 25 | Martin Brundle       | Ligier-Renault          | 70    | + 1 tour                           | 11     | 1      |
| 7    | 30 | Jyrki Järvilehto     | Sauber-Ilmor            | 69    | + 2 tours                          | 12     |        |
| 8    | 24 | Pierluigi Martini    | Minardi-Ford            | 69    | + 2 tours                          | 19     |        |
| 9    | 23 | Christian Fittipaldi | Minardi-Ford            | 69    | + 2 tours                          | 24     |        |
| 10   | 19 | Philippe Alliot      | Larrousse-Lamborghini   | 69    | + 2 tours                          | 20     |        |
| 11   | 20 | Érik Comas           | Larrousse-Lamborghini   | 68    | + 3 tours                          | 22     |        |
| 12   | 4  | Andrea De Cesaris    | Tyrrell-Yamaha          | 68    | + 3 tours                          | 17     |        |
| 13   | 14 | Rubens Barrichello   | Jordan-Hart             | 68    | + 3 tours                          | 15     |        |
| 14   | 22 | Luca Badoer          | Scuderia Italia-Ferrari | 68    | + 3 tours                          | 26     |        |
| 15   | 9  | Derek Warwick        | Footwork-Mugen-Honda    | 63    | Collision                          | 9      |        |
| 16   | 6  | Riccardo Patrese     | Benetton-Ford           | 63    | Collision                          | 7      |        |
| Abd. | 11 | Pedro Lamy           | Lotus-Ford              | 61    | Accident                           | 18     |        |
| Abd. | 12 | Johnny Herbert       | Lotus-Ford              | 60    | Sortie de piste                    | 14     |        |
| Abd. | 26 | Mark Blundell        | Ligier-Renault          | 51    | Accident                           | 10     |        |
| Abd. | 21 | Michele Alboreto     | Scuderia Italia-Ferrari | 38    | Boîte de vitesses                  | 25     |        |
| Abd. | 28 | Gerhard Berger       | Ferrari                 | 35    | Suspension                         | 8      |        |
| Abd. | 11 | Mika Häkkinen        | McLaren-Ford            | 32    | Accident                           | 3      |        |
| Abd. | 10 | Aguri Suzuki         | Footwork-Mugen-Honda    | 27    | Boîte de vitesses                  | 16     |        |
| Abd. | 8  | Ayrton Senna         | McLaren-Ford            | 19    | Moteur                             | 4      |        |
| Abd. | 3  | Ukyo Katayama        | Tyrrell-Yamaha          | 12    | Accident                           | 21     |        |
| Abd. | 15 | Emanuele Naspetti    | Jordan-Hart             | 8     | Moteur                             | 23     |        |

## Pole position et record du tour
- Pole position : Damon Hill en 1 min 11 s 494 (vitesse moyenne : 219,039 km/h).
- Meilleur tour en course : Damon Hill en 1 min 14 s 859 au 68e tour (vitesse moyenne : 209,193 km/h).

## Tours en tête
- Jean Alesi : 19 (1-19)
- Alain Prost : 10 (20-29)
- Michael Schumacher : 42 (30-71)

## Statistiques
- 2e victoire pour Michael Schumacher.
- 7e victoire pour Benetton en tant que constructeur.
- 164e victoire pour Ford-Cosworth en tant que motoriste.
- 92e et dernier Grand Prix pour l'écurie italienne Scuderia Italia.
- Damon Hill est parti du fond de la grille après avoir calé dans le tour de chauffe.
- Alain Prost remporte le championnat du monde des pilotes.
- 6e et dernier Grand Prix pour Emanuele Naspetti qui est remplacé par Eddie Irvine pour la fin de saison.
- Dernier Grand Prix de la saison pour Christian Fittipaldi, remplacé par Jean-Marc Gounon, vice-champion de F3000.